# Farchad Charki
Farchad Ibragimuly Charki (kasachisch Фархад Ибрагимұлы Харки, russisch Фархад Ибрагимович Харки Farchad Ibragimowitsch Charki; * 20. April 1991) ist ein kasachischer Gewichtheber chinesischer Herkunft.

## Karriere
Charki gehörte zur kasachischen Mannschaft für die Olympischen Spiele 2012 in London, wurde jedoch kurz vor den Spielen zurückgezogen. 2013 gewann er bei den Asienmeisterschaften die Silbermedaille in der Klasse bis 62 kg. Bei der Universiade 2013 war er Erster.  Allerdings wurde er bei der Dopingkontrolle positiv auf Methenolon getestet und vom Weltverband IWF für zwei Jahre gesperrt. Nach seiner Sperre belegte er bei den Weltmeisterschaften 2015 den 14. Platz in der Klasse bis 69 kg. 2016 gewann er bei den Olympischen Spielen die Bronzemedaille.